# Rytterhuset
Rytterhuset är en kulturskyddad sommavilla i Ålsgårde i Helsingør kommun i Danmark som byggdes åt  
konstnären Frants Henningsen 1889. Villan ritades av arkitekt Martin Nyrop i nationalromantisk stil med utsmyckningar inspirerade av vikingatiden och karakteriseras av snidade trädetaljer och en kraftig polykrom färgsättning.
Rytterhuset samt ateljén och badhuset vid stranden, som också ritats av Nyrop, kulturskyddades år 1997.